# Championnat de Gambie de football 2016-2017
Navigation
Édition précédente Édition suivante
La saison 2016-2017 du Championnat de Gambie de football est la quarante-neuvième édition de la GFA League First Division, le championnat national de première division en Gambie. Les douze équipes engagées sont regroupées au sein d'une poule unique où elles affrontent deux fois leurs adversaires, à domicile et à l'extérieur. En fin de saison, les deux derniers du classement sont relégués et remplacés par les deux meilleurs clubs de deuxième division.
C'est le club d'Armed Forces FC qui remporte la compétition cette saison après avoir terminé en tête du classement, avec sept points d'avance sur l'un des promus, Marimoo FC et huit sur le Real de Banjul. C'est le troisième titre de champion de Gambie de l'histoire du club.

## Participants
- Steve Biko FC
- Serekunda United
- Real de Banjul
- Marimoo FC - Promu de D2
- Hawks FC
- Bombada United
- Tallinding United - Promu de D2
- Brikama United
- Armed Forces FC
- Samger FC
- Gambia Ports Authority
- Gamtel FC

## Compétition

### Classement
Le classement est établi sur le barème de points suivant : victoire à 3 points, match nul à 1, défaite à 0.
| Rang | Équipe                  | Pts | J  | G  | N  | P  | Bp | Bc | Diff |
| ---- | ----------------------- | --- | -- | -- | -- | -- | -- | -- | ---- |
| 1    | Armed Forces FC         | 46  | 22 | 13 | 7  | 2  | 28 | 12 | +16  |
| 2    | Marimoo FCP             | 39  | 22 | 10 | 9  | 3  | 19 | 11 | +8   |
| 3    | Real de Banjul          | 38  | 22 | 10 | 8  | 4  | 32 | 20 | +12  |
| 4    | Brikama United          | 30  | 22 | 7  | 9  | 6  | 20 | 16 | +4   |
| 5    | Hawks FCC               | 30  | 22 | 7  | 9  | 6  | 22 | 21 | +1   |
| 6    | Gambia Ports AuthorityT | 28  | 22 | 6  | 10 | 6  | 20 | 16 | +4   |
| 7    | Tallinding UnitedP      | 28  | 22 | 7  | 7  | 8  | 17 | 22 | -5   |
| 8    | Bombada United          | 24  | 22 | 6  | 6  | 10 | 30 | 31 | -1   |
| 9    | Gamtel FC               | 23  | 22 | 5  | 8  | 9  | 20 | 22 | -2   |
| 10   | Steve Biko FC           | 23  | 22 | 5  | 8  | 9  | 14 | 23 | -9   |
| 11   | Serekunda United        | 20  | 22 | 3  | 11 | 8  | 13 | 25 | -12  |
| 12   | Samger FC               | 16  | 22 | 2  | 10 | 10 | 14 | 30 | -16  |

|  | Qualification pour la Ligue des champions de la CAF 2018                               |
|  | Qualification pour la Coupe de la confédération 2018                                   |
|  | Relégation directe en deuxième division                                                |
|  | T : Tenant du titre C : Vainqueur de la Coupe de Gambie P : Promu de deuxième division |

## Bilan de la saison
| Championnat de Gambie de football 2016-2017 |                            |
| Champion                                    | Armed Forces FC (3e titre) |
| Coupes et trophées                          |                            |
| Vainqueur de la Coupe de Gambie 2016-2017   | Hawks FC                   |
| Qualifications continentales                |                            |
| Ligue des champions de la CAF 2018          | Armed Forces FC            |
| Coupe de la confédération 2018              | Hawks FC                   |
| Promotions et relégations                   |                            |
| Promus en First Division                    | Fortune FC                 |
| Promus en First Division                    | Banjul United              |
| Relégués en Second Division                 | Serekunda United           |
| Relégués en Second Division                 | Samger FC                  |